# Бобрищев-Пушкин, Александр Владимирович
Александр Владимирович Бобрищев-Пушкин (25 ноября [7 декабря] 1875, Санкт-Петербург — 27 октября 1937, Сандармох, Карельская АССР) — российский политический деятель, адвокат, юрист и писатель

. Представитель рода Бобрищевых-Пушкиных.

## Биография
Потомственный дворянин, потомок декабриста Павла Бобрищева-Пушкина. По национальности русский. Отец — Владимир Михайлович Бобрищев-Пушкин (1852—1932) был адвокатом на процессе 193-х, Петроградском процессе.
Александр Владимирович участвовал в протесте петербургских адвокатов против процесса Бейлиса, был, наряду с большинством подсудимых, приговорён к шести месяцам тюрьмы за оскорбление высших властей. После революции защищал Пуришкевича.
Товарищ (т.е. заместитель) председателя ЦК партии «Союз 17 Октября». Публиковал судебные речи и драматические произведения. Во время Первой мировой войны был писарем в Комитете по Георгиевским наградам.
После революции — на юге России, занимал посты в правительстве Антона Деникина, эмигрировал в Сербию, затем в Германию. 
Один из активных участников движения «Смена вех». В августе 1923 года вернулся в Советскую Россию (Петроград). 
В качестве защитника участвовал в «чубаровском деле». Состоял членом Ленинградской коллегии защитников. С 1933 года пенсионер.

## Репрессии и гибель
В 1934 году по решению Коллегии ОГПУ были расстреляны десять молодых ленинградцев дворянского происхождения, ещё трое были приговорены к заключению в лагеря на разные сроки по сфальсифицированному обвинению в подготовке убийства С.Кирова и шпионаже. Среди них был сын Александра Владимировича — Борис Бобрищев-Пушкин (арестован в ноябре 1933 года, расстрелян 16 апреля 1934 года, реабилитирован в 1962 году). В январе-феврале 1934 года первая жена Александра Владимировича — мать Бориса Ольга Александровна Аполлонская обращалась за помощью к Е.П.Пешковой. 
10 января 1935 года Александр Владимирович был арестован (Кировский поток) и 22 января приговорён военным трибуналом Ленинградского военного округа (председатель суда Марченко, члены суда Андреев и Аукон) по обвинению в терроризме к расстрелу, заменённому 02.08.1935 с учётом возраста и того, что допускал лишь «террористические высказывания», 10 годами лишения свободы. 
В июле 1937 года его вторую жену Ольгу Галустовну Мирзоеву высылают из Ленинграда в Киргизию (г. Фрунзе). Ольга Галустовна вернулась в Ленинград в 1946 году. Занималась юридической работой, но в Коллегии защитников ее не восстановили. В 1956–1957 годах О.Г.Мирзоева подала несколько заявлений о реабилитации мужа.
Отбывал наказание в Соловецком лагере. 03.10.1937 приговорён «тройкой» УНКВД Ленинградской области к расстрелу. Расстрелян 27 октября 1937 года в Сандармохе.
Реабилитирован в 1963 году.

## Семья
1-й брак — Ольга Александровна Аполлонская, актриса. 
Сын — Борис Александрович Бобрищев-Пушкин (1908—1934).  Его жена — Наталья Александровна Бобрищева-Пушкина (1911—2001), урожд. Далматова, дочь А.Д.Далматова. Их сын — Владимир Борисович Бобрищев-Пушкин (1929—1977).
2-й брак — Ольга Галустовна Мирзоева, юрист

## Книги
- Прения сторон в уголовном процессе (с Ф. А. Волькенштейном). СПб.: Типография товарищества печатного и издательского дела «Труд», 1903
- Дело о Керченском погроме. СПб., 1907
- Дело об убийстве Н. В. Романова. СПб., 1908
- Судебные речи. Т. 1. СПб., 1909. Т. 2. СПб., 1912
- Соль земли. Комедия. СПб., 1910
- Мёртвое сердце. Пьеса. СПб., 1912
- Пираты жизни. Пьеса. 1912. СПб., 1912
- Война без перчаток. Л., 1925
- Патриоты без Отечества. Л., 1925
- Лифт: «Мир приключений 1926'6»
- Поднятый бумажник: «Мир приключений 1926'1»
- Страшная ночь: «Мир приключений 1926'1»
- Съёмка с натуры: «Мир приключений 1926'8»
- Залётный гость: «Мир приключений 1927'1»
- Лифт: Leo, 2016